# Вилнянск
Вилнянск (на украински: Вільнянськ) е град в Украйна, административен център на Вилнянски район, Запорожка област.
Към 1 януари 2011 година населението на града е 14 134 души

## История
Селището е основано през 1840 година, през 1966 година получава статут на град.